# Roupie de la Somalie italienne
Pour les articles homonymes, voir Roupie.
La roupie est l'ancienne monnaie officielle de la Somalie italienne, entre 1909 et 1925, après une première tentative de lancement en 1893. Elle est divisée en 100 bese.
Elle tentait de remplacer plusieurs monnaies circulantes sur ce territoires comme le birr, le thaler de Marie-Thérèse et la roupie indienne. Avec cette dernière, elle possède le même taux de change.
En juillet 1925, elle est remplacée par la lire de la Somalie italienne, arrimée sur la lire italienne, selon le taux de conversion de 8 lires pour 1 roupie.
Le thaler de Marie Thérèse a été refrappé à Rome à partir de 1935, pour toute l'Afrique orientale italienne.

## Pièces de monnaie
En 1909 sont frappées à Rome (atelier R.) des pièces en bronze pour des valeurs de 1, 2 et 4 bese. En 1910, des pièces de ¼, ½ et 1 roupie en argent sont fabriquées. Les tirages d'émissions perdurent jusqu'en 1924. Les poids et mesures des pièces en argent sont exactement les mêmes que ceux de la roupie indienne.

## Billets de banque
Une première pré-série de billets fut imprimée le 15 juillet 1893 par l'imprimerie de Vincenzo Filonardi (1853-1916), ancien consul italien à Zanzibar. Il s'agit en fait d'un billet de nécessité de 5 roupies tiré à 5 000 exemplaires, devenu introuvable. 
En mai 1920, trois valeurs sont produites par la Banca d'Italia pour des montants de 1, 5 et 10 roupies, en tant que bon de caisse (buoni di cassa). Le texte au verso des vignettes est rédigé en somali.